# Encyrtus conformis
Encyrtus conformis är en stekelart som beskrevs av Howard 1897. Encyrtus conformis ingår i släktet Encyrtus och familjen sköldlussteklar. Inga underarter finns listade i Catalogue of Life.